# Поцелуй убийцы (фильм, 1955)
«Поцелуй убийцы» (англ. Killer's Kiss) — кинофильм режиссёра Стэнли Кубрика, вышедший на экраны в 1955 году.

## Сюжет
Дэйви Гордон - 29-летний боксер с большим стажем. Он живет в квартире, где только он и его рыбки. Напротив него - дом Глории Прайс, девушки, которая смотрит за ним. У Дэйви сегодня бой, и он готовится к нему. Его менеджер Альберт говорит что не сможет подъехать, и поэтому Дэйви выходит сам, а за ним Глория. Они вдвоём ещё не знают друг друга, Дэйви идёт вниз в метро, а Глория садится в машину к её работодателю и любовнику Винсенту Рапалло. В метро Дэйви читает письмо от его дяди и тети которые живут в Сиэтле, они говорят что скучают. Глория в это время танцует с другим, от этого Рапалло ревнует и идёт к ней, отбивая его от Глории и ведет её к себе в кабинет чтобы она смотрела на поединок Дэйви. Дэйви проигрывает из-за своего слабого подбородка, и в честь этого Рапалло заставляет Глорию поцеловать его. Вернувшись домой, Дэви наблюдает за Глорией через окно, в это время ему звонит его дядя и приглашает его в Сиэтл. Дэйви ложится спать и ему снится кошмар, но он просыпается от крика Глории. Он видит через окно что к ней дотрагивается Рапалло и бежит к ней, Рапалло убегает а Дэйви остаётся с ней, она рассказывает что он пришёл и признался ей в чувствах, но Глория ему отказала и поэтому он начала прикасаться к ней. Когда Глория заснула, Дэйви начал оглядываться вокруг и увидел две фотографии. На утро Дэйви вернулся и узнал у неё кто это - на первой фотографии её отец, на второй её сестра Айрис. Айрис была балериной и была копией матери Глории, которая умерла во время родов Глории. Айрис была любимицей отца, на 13-ё день рождения Глории она говорит, что в неё влюбился богатый старый мужчина, но она отказала ему из-за того, что он запрещал ей танцевать. Но через некоторое время её отец заболел и ей пришлось пойти и пожениться. Они переехали в богатый дом, где еще год жили, а затем её отец умер, Глория во всем обвиняла Айрис, а Айрис молча ушла к себе и покончила жизнь самоубийством, оставив записку что любит Глорию. После этой истории Глория и Дэйви пошли гулять, а вернувшись начали целоваться. Она согласилась поехать с ним в Сиэтл, поэтому они оба пошли в бар Рапалло, где Дэйви также согласился встретиться с Альбертом. Глория пошла просить свою оплату, но Винсент ей отказывает, потому что увидел Дэйви на улице. В это время к Дэйви подходят две пьяницы, которые крадут его шарф и он бежит за ними, и тут подъехал Альберт. Он стоит рядом с Глорией. Глорию зовут обратно, а Альберта, перепутав с Дэйви, загоняют в угол и убивают. Дэйви и Глория увиделись, и пошли собирать вещи. Собрав все свои вещи Дэйви идет к Глории, но её там нет, а вместо этого он видит через окно, что к нему домой пришли полицейские, а также подслушивает что его босса убили. Он пошёл обратно к Рапалло, едет за ним на такси, и там, взяв свой пистолет, заставляет его приехать к месту держания Глории. Её взяли парни Рапалло. Там он на всех целится, но у него не получается развязать веревку, и он, под дулом пистолета, заставляет одного из парней развязать её, но это выходит против него и его вырубают. Глория говорит что любит Рапалло, и они целуются, хотя все это слышал Дэйви. Он встаёт и прыгает с окна, Рапалло и один его прихвостень пошли за ним, второго оставили с Глорией. Через длинные улицы они добираются на крышу, где один из парней Рапалло ломает ногу. Рапалло и Дэйви оказываются на фабрике кукол. Рапалло, вооружившись топором, нападает на Дэйви, но в итоге Дэйви побеждает в битве, вонзая длинную палку с заострённым железным наконечником в живот Рапалло. Полицейские допросили и его и Глорию, и сослались на самозащиту. Дэйви освободили и теперь он ждёт своего поезда в Сиэтл один, предварительно отправив цветы жене Альберта, которая стала вдовой. Вдруг к нему прибегает Глория и они целуются. 

## В ролях
| Актёр          | Роль             |
| -------------- | ---------------- |
| Фрэнк Сильвера | Винсент Рапалло  |
| Джейми Смит    | Дэйви Гордон     |
| Ирен Кейн      | Глория Прайс     |
| Джерри Джаррет | менеджер Альберт |
| Майк Дана      | гангстер         |
| Фелис Орланди  | гангстер         |
| Рут Соботка    | балерина Айрис   |